# سيليا والدن
سيليا والدن (بالإنجليزية: Celia Walden)‏ (30 ديسمبر 1976، باريس في فرنسا)؛ صحفية، كاتبة عمود، مؤلِّفة وروائية بريطانية.

## روابط خارجية
- سيليا والدن على موقع IMDb (الإنجليزية)